# Misterul din Valea Boscombe
„Misterul din Valea Boscombe” (în engleză The Boscombe Valley Mystery) este una dintre cele 56 povestiri scurte cu Sherlock Holmes ale lui Sir Arthur Conan Doyle și a patra povestire din volumul Aventurile lui Sherlock Holmes.
Ea a fost publicată în revista Strand Magazine din octombrie 1891, apoi în volumul Aventurile lui Sherlock Holmes (în engleză The Adventures of Sherlock Holmes) editat la 14 octombrie 1892 de George Newnes Ltd din Anglia.

## Rezumat

### Misterul inițial

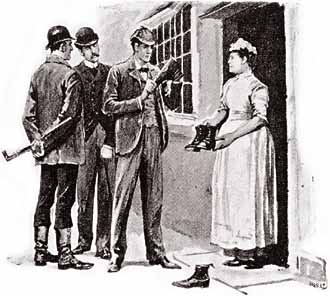
Holmes examinând pantofii victimei.

În 1889, inspectorul Lestrade îl cheamă pe Sherlock Holmes printr-o telegramă într-un sat din comitatul Herefordshire, unde un proprietar local de terenuri, Charles McCarthy, a fost asasinat. Inspectorul Lestrade de la Scotland Yard era convins că Charles McCarthy a fost ucis de fiul său James, probele împotriva acestuia fiind zdrobitoare. 
În localitatea unde s-a petrecut crima locuiau doi bogătași: John Turner, un moșier văduv, care avea o fiică pe nume Alice și Charles McCarthy, care avea un fiu pe nume James. Cei doi vecini se cunoșteau din Australia, ei trăind anterior în statul Victoria. Charles a fost găsit ucis pe malul lacului din Valea Boscombe. Cu câteva momente înainte de găsirea cadavrului niște martori l-au văzut pe Charles mergând spre lacul din pădure, urmat de James, care avea la el o pușcă. Un alt martor i-a văzut pe cei doi certându-se aprins pe malul lacului, iar James a ridicat mâna să-și lovească tatăl. La scurtă vreme, James a fugit la casa pădurarului spunându-i că și-a găsit tatăl mort pe malul lacului. Fiul victimei fusese arestat de autorități ca suspect de crimă. Alice Turner credea că James era nevinovat și l-a rugat pe inspectorul Lestrade să solicite ajutorul lui Holmes.
Cu prilejul interogatoriilor, James a confirmat afirmațiile martorilor, dar a explicat că s-a dus în pădure la vânătoare, nu ca să-și urmărească tatăl. Undeva în pădure și-a auzit tatăl strigând „Cooee”, un strigăt folosit de cei doi la vânătoare, și a crezut că a fost strigat de tatăl său. S-a dus la acesta, care s-a arătat surprins să-l vadă. Ei s-au certat și James a hotărât să se întoarcă la Ferma Hatherley. După ce a parcurs vreo 500 metri, și-a auzit tatăl strigând și s-a întors. El și-a găsit tatăl zăcând pe malul lacului, acesta murind în brațele sale aproape imediat. Pe când tatăl său agoniza, James a reușit să audă doar „a rat”, fără a-și da seama la ce se referea acest cuvânt. Fiul victimei a refuzat să spună care era motivul certei aprinse dintre cei doi.

### Rezolvare

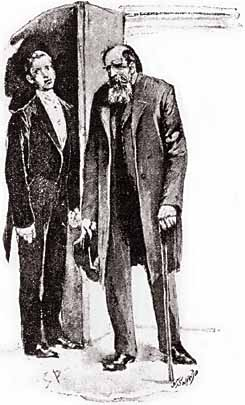
John Turner îl vizitează pe Holmes.

Alice Turner i-a spus lui Holmes că ea era motivul pentru care se certau cei doi. Charles i-a cerut lui James să o ceară pe Alice în căsătorie, dar tânărul a refuzat. Din dicuțiile cu James, Holmes află că James nu putea să se căsătorească cu Alice pentru că se căsătorise pe ascuns cu o chelneriță. Însă, după ce soția sa a aflat că James era pe cale să fie condamnat la moarte pentru crimă, ea îi dezvăluie acestuia că se căsătorise anterior cu un altul, iar căsătoria lor nu mai era astfel valabilă. 
În urma cercetărilor efectuate pe malul lacului, Holmes găsește dovezi ale prezenței unui al treilea bărbat, care era înalt, stângaci și care fumase o țigară de foi în timpul discuțiilor dintre cei doi McCarthy. La hotel, Holmes îi explică lui Watson că interjecția „Cooee” este un strigăt australian și că „a rat”, auzit de James, reeprezintă ultimele silabe din „Ballarat”, o localitate din Australia. De aici, el deduce că persoana care s-a întâlnit cu Charles McCarthy era o cunoștință de-a acestuia din Australia. 
La hotel, Holmes și Watson se întâlnesc cu John Turner, care mărturisește că el l-a ucis pe Charles McCarthy. În Australia, Turner fusese membru al Bandei din Ballarat, un grup de tâlhari. Banda jefuise un convoi ce transporta aur, iar John (care era cunoscut ca „Black Jack din Ballarat”) cruțase viața vizitiului Charles McCarthy, deși acesta îi putea identifica. După ce s-a îmbogățit în urma tâlhăriilor, bandiții s-au mutat în Anglia. Ei s-au despărțit. John a cumpărat pământ, s-a căsătorit și a devenit tatăl lui Alice. Charles a ajuns și el în Anglia și l-a găsit întâmplător pe John. L-a amenințat cu șantajul, iar John i-a cedat pământ și bani. Dar fostul vizitiu nu a considerat că toate acestea sunt suficiente și a cerut ca fiul său James să se căsătorească cu Alice, pentru a intra în posesia întregii averi a lui Turner. John Turner s-a opus, deși îi plăcea de James. Cele două cunoștințe din Australia au convenit să se întâlnească în secret pe malul lacului pentru a discuta între ele. Turner a așteptat ca James să plece și l-a ucis pe Charles pentru a scăpa de șantajistul care încerca să pună mâna pe averea sa. El i-a dezvăluit lui Holmes că este grav bolnav și că va muri în câteva luni și a semnat o confesiune pe care detectivul urma să o predea poliției în cazul în care James urma să fie condamnat.
Observațiile lui Holmes au fost suficiente pentru a duce la achitarea lui James. John a murit la șapte luni după întâlnirea cu detectivul, fără a fi arestat deoarece Holmes nu a predat poliției scrisoarea. Cei doi tineri (James și Alice) s-au căsătorit, fără a cunoaște vreodată trecutul tenebros al părinților lor. 

## Personaje
- Sherlock Holmes
- doctorul Watson
- Inspectorul Lestrade – de la Scotland Yard
- Charles McCarthy – proprietar de terenuri din comitatul Herefordshire
- John „Jack” Turner – moșier văduv
- James McCarthy – fiul lui Charles McCarthy
- Alice Turner – fiica lui John Turner

## Asemănări cu alte povestiri cu Sherlock Holmes
Această povestire cu Sherlock Holmes are multe asemănări cu povestirea Aventura vasului Gloria Scott din volumul Memoriile lui Sherlock Holmes. În ambele povestiri, unul dintre personajele principale este un om bogat, cu un trecut ascuns, care este șantajat de cineva pe care l-a întâlnit în trecut.

## Valea Boscombe
Sherlock Holmes îi descrie lui Watson această locație în timpul drumului cu trenul: „Valea Boscombe este o localitate situată nu departe de Ross, în Herefordshire”. Nu există nici o localitate în Anglia care să corespundă acestei descrieri. Leslie S. Klinger, în lucrarea sa The New Annotated Sherlock Holmes, o denumește „un nume deghizat” și prezintă o serie de posibile locații pentru desfășurarea evenimentelor.

## Adaptări teatrale și cinematografice
Această povestire a servit ca sursă de inspirație pentru al 27-lea film cu Sherlock Holmes (filmat în 1922) din seria de filme mute cu Eille Norwood.
Povestirea „Misterul din Valea Boscombe” a fost adaptată în 1968 pentru un episod (episodul 18) al serialului TV Sherlock Holmes (realizat de BBC) cu actorii Peter Cushing și Nigel Stock. 
În episodul din 1991 al serialului TV Sherlock Holmes cu actorii Jeremy Brett și Edward Hardwicke, Valea Boscombe este în comitatul Cheshire din nord-vestul Angliei. Inspectorul Lestrade de la Scotland Yard nu apare; Holmes cooperează cu inspectorul Summerby. Tânărul James Purefoy joacă în rolul lui James McCarthy.
Evenimentele din această povestire au fost adaptate pentru o piesă de teatru jucată la Festivalul din Edinburgh din 2007, cu titlul Crima din grădină. În această versiune a povestirii, deși multe din numele și biografiile personajelor rămân neschimbate, evenimentele sunt localizate la Edinburgh, uciderea lui McCarthy are loc în Princes Street Gardens, iar Holmes și Watson au fost chemați să participe la o expunere despre metodele poliției la Universitatea Edinburgh. La final criminalul este revelat a fi mama lui Jane Turner, deoarece tatăl său murise cu mult înainte de evenimentele din piesă, cu James McCarthy dezvinovățit după ce raportul lui Watson a confirmat că fiul se afla în imposibilitatea de a-și ucide tatăl ca urmare a unghiului și poziției rănii pe partea din spatele capului victimei.

## Traduceri în limba română
- Misterul din Valea Boscombe - în volumul Misterul din Valea Boscombe (Ed. Vremea SC, București, 1992) - traducători: Daniela Caraman-Fotea și Silvia Colfescu
- Misterul din Valea Boscombe - în volumul Aventura celor trei lucarne. Scandal în Boemia. Conacul Shoscombe. Piciorul diavolului. Clientela lui Crabbe. Misterul din Valea Boscombe (Ed. Transpres, Sibiu, 1992)
- Misterul din Valea Boscombe (Ed. Aldo Press, București, 2004) - traducere de Luiza Ciocșirescu
- Misterul din valea Boscombe - în volumul Aventurile lui Sherlock Holmes. Volumul I (Best Publishing, București, 2004)
- Misterul din Valea Boscombe - în volumul Aventurile lui Sherlock Holmes. Vol I (Colecția Adevărul, București, 2010) - traducere de Luiza Ciocșirescu
- Misterul din Valea Boscombe - în volumul Aventurile lui Sherlock Holmes. Vol I (Colecția Adevărul, București, 2011) - traducere de Luiza Ciocșirescu